# Bukowice (gromada)
Bukowice – dawna gromada, czyli najmniejsza jednostka podziału terytorialnego Polskiej Rzeczypospolitej Ludowej w latach 1954–1972.
Gromady, z gromadzkimi radami narodowymi (GRN) jako organami władzy najniższego stopnia na wsi, funkcjonowały od reformy reorganizującej administrację wiejską przeprowadzonej jesienią 1954 do momentu ich zniesienia z dniem 1 stycznia 1973, tym samym wypierając organizację gminną w latach 1954–1972.
Gromadę Bukowice z siedzibą GRN w Bukowicach utworzono – jako jedną z 8759 gromad na obszarze Polski – w powiecie milickim w woj. wrocławskim, na mocy uchwały nr 22/54 WRN we Wrocławiu z dnia 2 października 1954. W skład jednostki weszły obszary dotychczasowych gromad: Lędzina ze zniesionej gminy Krośnice w tymże powiecie oraz Bukowice ze zniesionej gminy Czeszów w powiecie trzebnickim w tymże województwie. Dla gromady ustalono 16 członków gromadzkiej rady narodowej.
1 stycznia 1960 do gromady Bukowice włączono obszar zniesionej gromady Pierstnica w tymże powiecie.
1 stycznia 1970 do gromady Bukowice włączono przysiółek Krzyszków z gromady Czeszów w powiecie trzebnickim w tymże województwie.
Gromada przetrwała do końca 1972 roku, czyli do kolejnej reformy gminnej.